# Aeshna cyanea

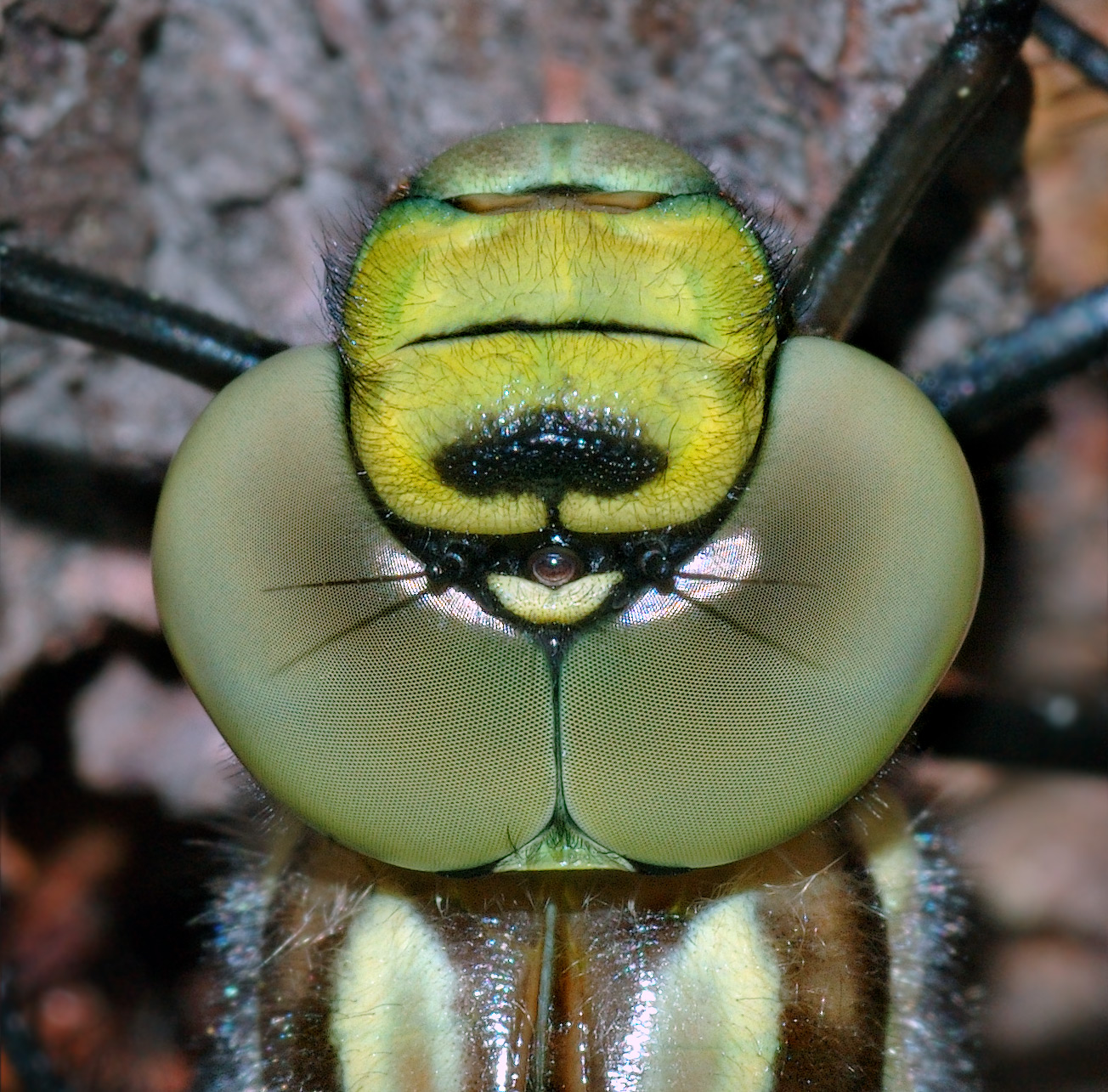
Detalle de la cabeza de un macho.

Aeshna cyanea es una especie de odonato anisópteros de la familia Aeshnidae. Se distribuye por el paleártico: Europa, Oriente Próximo y el Magreb.

## Características
Tiene un cuerpo largo, de color negro con manchas; el macho tiene además manchas azules en el abdomen. libélula de gran tamaño, con 70 mm de largo. Se ve a menudo en jardines y bosques abiertos. Ésta es una especie curiosa y suele acercarse a las personas.

## Historia natural
El adulto se alimenta de insectos diversos que atrapa al vuelo. Las ninfas se alimentan de insectos acuáticos, renacuajos y peces pequeños, tendiendo una emboscada en el estanque que frecuentan, hasta que emergen como adultos en julio y agosto, después de tres años de desarrollo.

## Galería

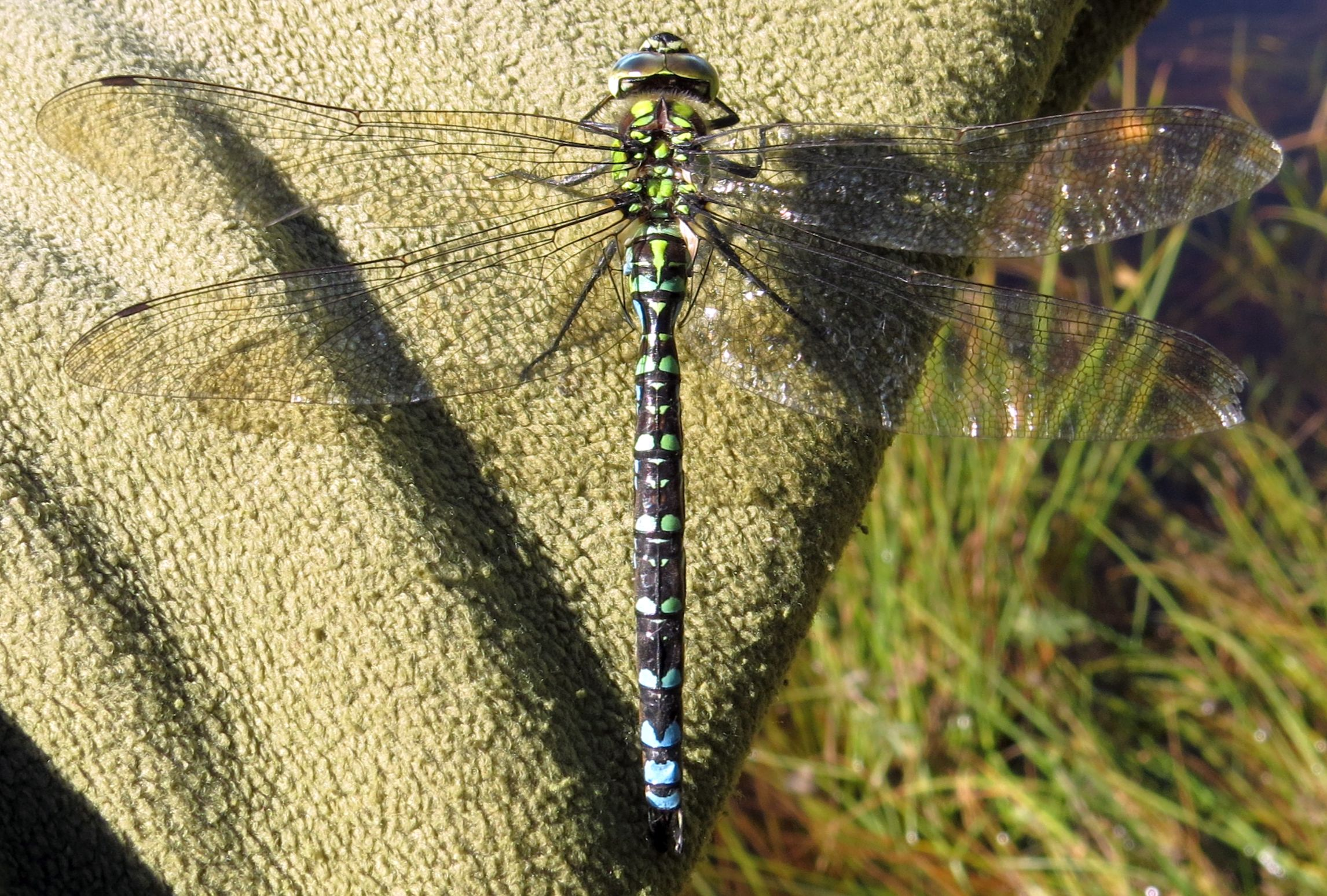
Macho
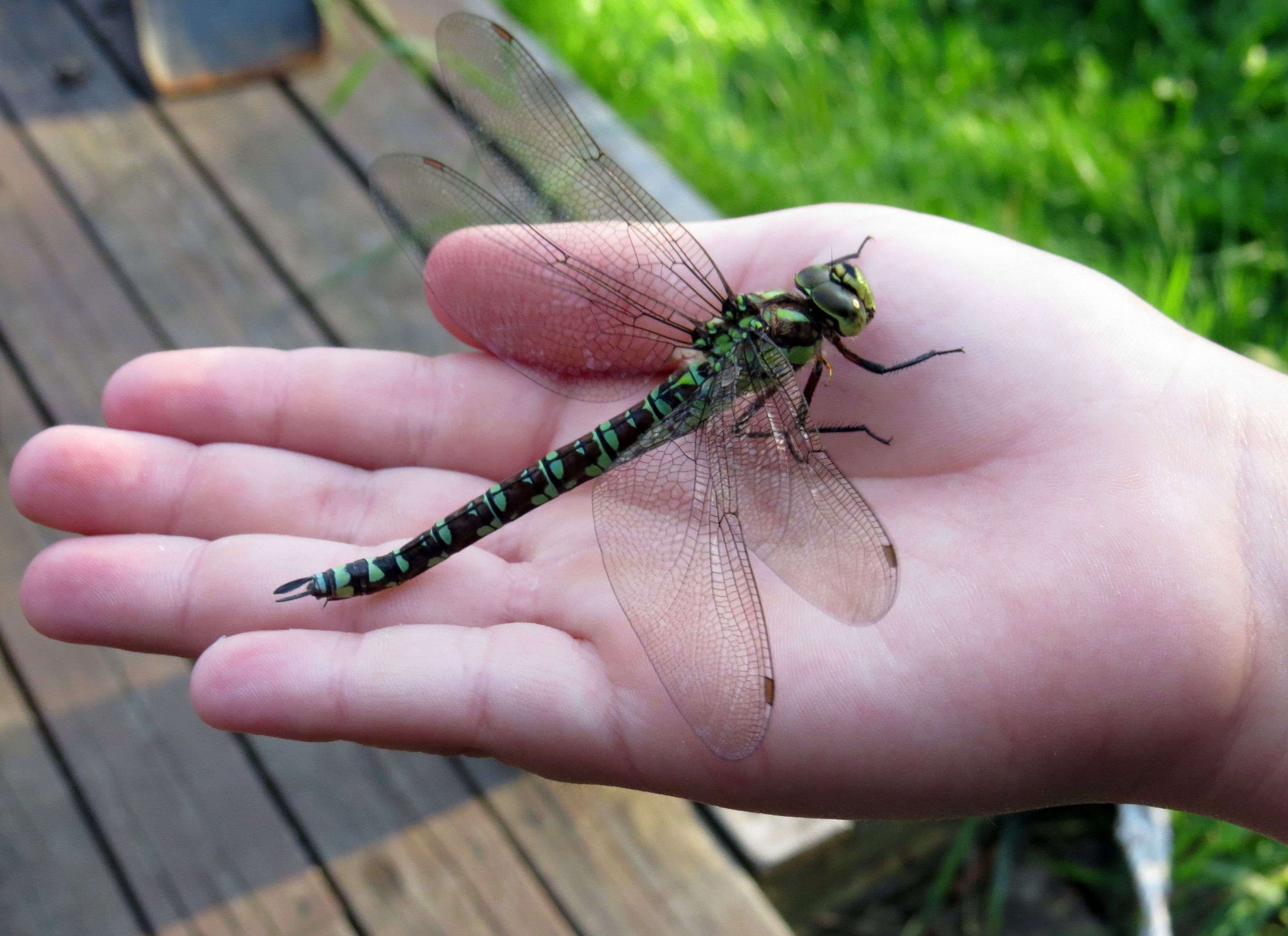
Hembra
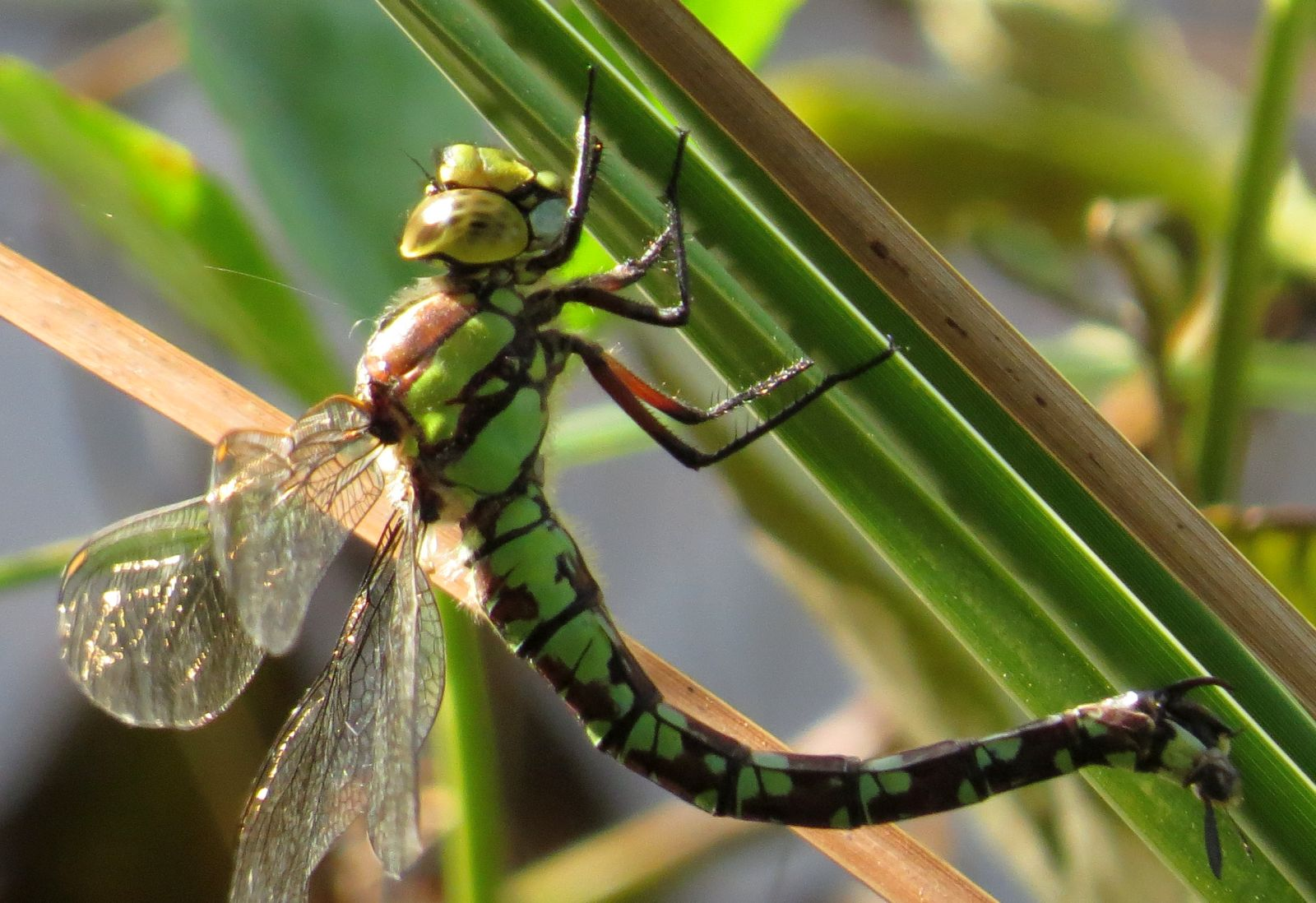
La hembra pone huevos
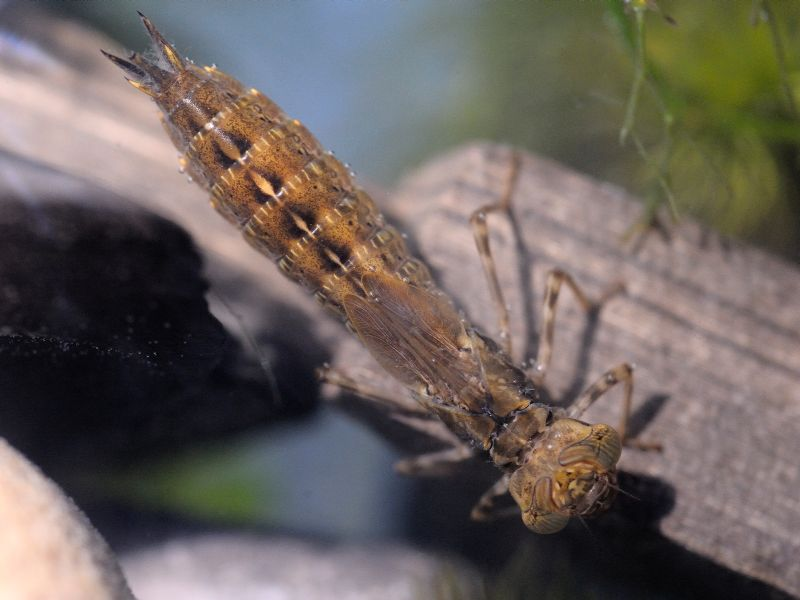
Larva
- La hembra come una avispa, Vespula vulgaris